# 強烈熱帶風暴加里 (1995年)
強烈熱帶風暴加里（英語：Severe Tropical Storm Gary）為1995年太平洋颱風季的熱帶氣旋之一。

## 气象历史
7月27日，菲律賓附近的低壓區增強成一個名為加里的熱帶低氣壓，它當時位於馬尼拉之東北約210公里處，與其有關的豪雨在呂宋引發山洪暴發。皮納圖博火山的泥石流亦對房屋及堤壩造成廣泛破壞。
加里在7月28日以每小時20公里的速度向西北移動，進入南海。翌日它移動緩慢，並增強成熱帶風暴。7月30日下午，加里在東沙附近加速向北移動，同時進一步增強成強烈熱帶風暴。加里以每小時30公里的速度繼續推進，於7月31日下午在香港之東北偏東約320公里的廣東汕頭市澄海區登陸。它進一步移入內陸，並於翌日早上消散。

## 影響
加里在汕頭奪去四人性命，319000人受影響，3000間房屋被破壞，總經濟損失估計為2億人民幣。加里的環流亦影響台灣，當地有四艘漁船沉沒，造成兩人死亡，19人失踪。

### 英屬香港[1]
當地懸掛最高風球信號： 一號戒備信號
在香港，一號戒備信號在 7月28日下午1時45分懸掛，當時加里集結在香港之東南約730公里，以時速12公里向西北穩定移動。由於加里在東沙之東南減速，香港除了幾陣驟雨外，天氣大致晴朗，吹輕微至和緩東北風。當加里開始向北加速趨向沿岸時，風向逐漸轉為偏北。加里在7月31日早上8時左右最接近香港，當時位於香港以東約290公里。加里翌日下午在汕頭登陸後，一號信號在下午2時30分除下。天文台總部在7月31日清晨4時錄得最低瞬間海平面氣壓為996.7百帕斯卡。
在加里影響期間，香港並無重大損毀報告。但加里的外圍雨帶在7月31日晚上為香港帶來狂風雷暴，導致地鐵九龍灣至牛頭角站服務中斷。加里隨後的不穩定西南氣流亦在8月3日為當地帶來大雨及雷暴，當日接獲30多宗水浸及17宗山泥傾瀉報告。

### 葡屬澳門
當地發出之最高熱帶氣旋信號： 一號風球

## 熱帶氣旋警告使用記錄

### 臺灣
| 中央氣象局 颱風警報 | 中央氣象局 颱風警報 | 中央氣象局 颱風警報 |
| ------------------- | ------------------- | ------------------- |
| 上一熱帶氣旋        | 海上颱風警報        | 下一熱帶氣旋        |
| 輕度颱風荻安娜      | 海上颱風警報        | 中度颱風海倫        |
| 輕度颱風荻安娜      | 陸上颱風警報        | 中度颱風肯特        |

## 外部連結
- . 國立情報學研究所. （英文）